# Wildgehege

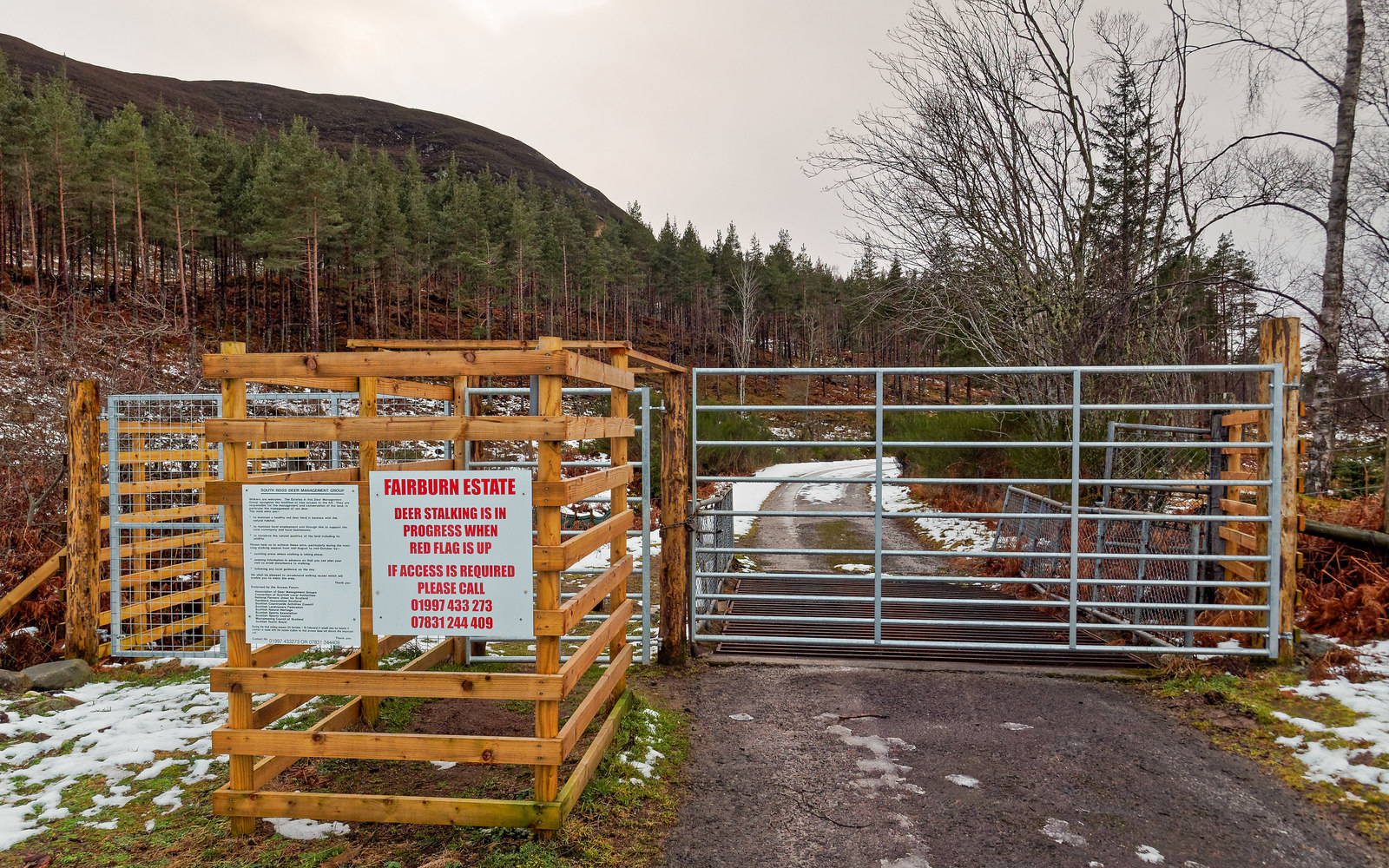
Tor im Jagdgatter des Fairburn Estate in den Highlands von Schottland

Wildgehege sind eingefriedete Flächen, auf denen sonst wildlebende Tiere – zumeist Jagdwild – gehalten werden. Während Wildgehege heute oft eine touristische und gastronomische Funktion haben und seltener auch für die Erhaltung gefährdeter Wild- und Haustierarten genutzt werden, dienten sie historisch – und teilweise noch heute – der Jagd und Produktion von Wildfleisch.

## Arten
- Jagdgehege bzw. Jagdgatter: Zur Hege von und Jagd auf Wild.[3][4]
- Wildparks: Eingezäuntes, parkähnliches Areal, in dem Wild gehalten wird.[5]
- Schau- und Sondergehege: Meist kleinere Wildgehege unterliegen nicht dem Jagdrecht, wie z. B. das Eiszeitliche Wildgehege Neandertal.
- Wild- und Pelztierfarm: Gehege zur Fleisch- und Pelzerzeugung. Soweit Wild darin gehalten wird, unterliegt es nicht dem Jagdrecht, sondern der landwirtschaftlichen Wildhaltung.

Sonstige Wildgehege sind Auswilderungsgehege für die Arterhaltung, Eingewöhnungsgatter, Hegegatter und Wintergatter.

## Geschichte

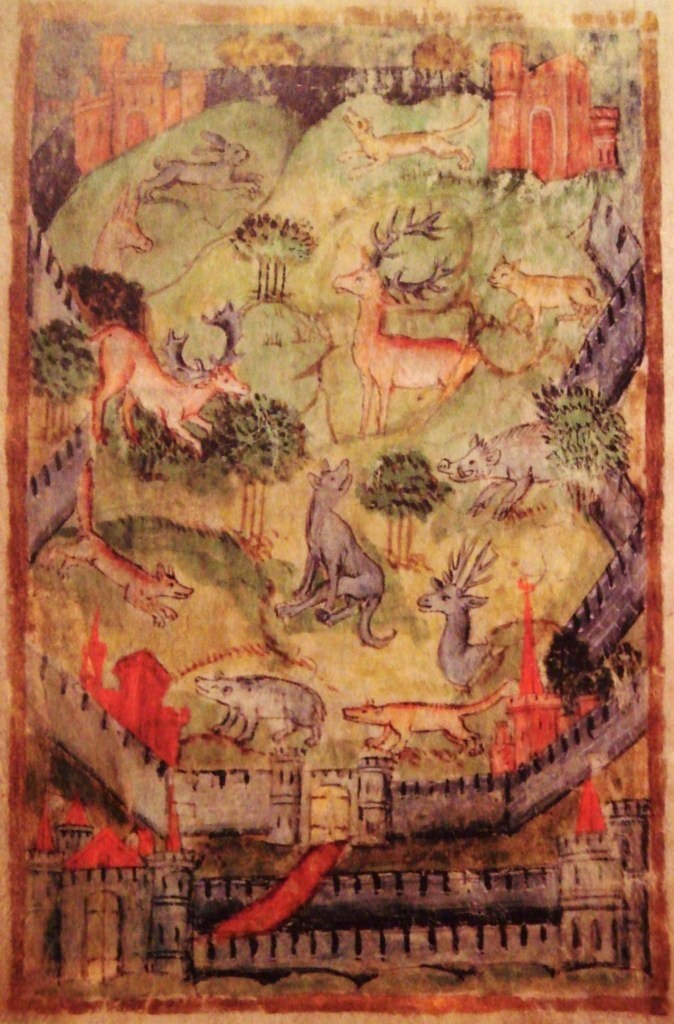
Zeichnung eines Wildgeheges, 15. Jahrhundert

Die ersten Wildgehege entstanden im letzten vorchristlichen Jahrhundert im italienischen und im gallischen Teil des Römischen Reiches. Von Karl dem Großen ist eine Urkunde von 812 nachgewiesen, die auf die Unterhaltung eines Wildgeheges und dessen Grenzen Bezug nimmt.

### Großbritannien
Auf den Britischen Inseln sind sie seit dem frühen Mittelalter nachgewiesen, im Domesday Book sind einige von ihnen aufgelistet. In den beiden Jahrhunderten nach der normannischen Landnahme 1066 nahm ihre Zahl dramatisch zu, auf etwa 3000 (mit einer Durchschnittsgröße von 40 Hektar) in England, um die 50 in Wales sowie 80 in Schottland. Diese mittelalterlichen Gehege, die sowohl der Holz- und Nahrungsgewinnung als auch der Jagd dienten, umfassten nicht nur Waldgebiete, sondern auch Seen, Wiesen, offene Heidelandschaften oder sonstige unkultivierte Flächen. Sie lagen in der Regel am Rande des Besitzes des Eigentümers. Zu den größten zählte ein bei Woodstock gelegenes mit einem Durchmesser von elf Kilometern.
Ab dem 13. Jahrhundert begann ein langsamer Niedergang. Ihre Unterhaltung, insbesondere der Umzäunung, aber auch die Hege wurden als zu teuer erachtet, längere Abwesenheit ihrer Besitzer führte zu Missmanagement. Zunehmend trat auch die Nutzung des Holzes in den Vordergrund oder sie wurden gerodet und anschließend landwirtschaftlich genutzt. Von den übrigen gingen etliche in den ab dem 18. Jahrhundert verbreitet entstehenden Landschaftsgärten auf.